# Anomala dapitana
Anomala dapitana är en skalbaggsart som beskrevs av Ohaus 1915. Anomala dapitana ingår i släktet Anomala och familjen Rutelidae. Inga underarter finns listade i Catalogue of Life.